# Gabrielle Cathala
Gabrielle Cathala (Talence, 14 de mayo de 1992) es una política francesa de la Francia Insumisa (LFI) que fue elegida diputada de la Asamblea Nacional por la sexta circunscripción del Valle del Oisea en 2024. Anteriormente fue candidata por la misma circunscripción en las elecciones legislativas de 2022.

## Biografía
Gabrielle Cathala nació en 1992 en Talence, cerca de Burdeos, en el seno de una familia de clase media. Su madre era enfermera en el Hospital Universitario de Burdeos y su padre trabajaba en la industria vinícola.
Licenciada en derecho internacional y derecho penal, se involucró en la labor humanitaria tras graduarse en la universidad. En el otoño de 2017, se convirtió en agregada humanitaria y gestora de proyectos en la Embajada de Francia en Congo-Brazzaville. También fue oficial de misión en Haití para la ONG francesa ACTED.
Partidaria de la Francia Insumisa, se convirtió en asesora parlamentaria del grupo, responsable del seguimiento de la comisión de derecho, y posteriormente en secretaria general del grupo tras Clémence Guetté. En las elecciones legislativas de 2022 en el Valle del Oise, Gabrielle Cathala se presentó como candidata, pero no fue elegida. Su predecesora la derrotó en la segunda vuelta por menos de siete puntos.
Cathala fue elegida en las elecciones legislativas de 2024 con el 43,64 % de los votos en la sexta circunscripción de Valle del Oisea, donde se enfrentó a la candidata Estelle Folest, de la lista presentada por la coalición Ensemble, y a la candidata de la Agrupación Nacional Annika Bruna (23,31 % de los votos) en la segunda vuelta en una carrera a tres bandas. Estos resultados supusieron que por primera vez un candidato de izquierdas ganara en esta circunscripción por primera vez en su historia.
En 2024, formó parte de la comisión no oficial creada por el grupo parlamentario de la Francia Insumisa para medir el impacto de los Juegos Olímpicos. Se encargó de analizar cuestiones relacionadas con las libertades civiles. En la remisión al Defensor del Pueblo del 11 de septiembre de 2024, Gabrielle Cathala denunció, en relación con el período de los juegos, en particular la detención policial «arbitraria», así como el uso de videovigilancia algorítmica que violaría el derecho al respeto de la vida privada.
En julio de 2025, Cathala, junto con su compañera de partido y eurodiputada Emma Fourreau y otros activistas, se embarcaron a bordo de la Flotilla de la Libertad de Gaza, una misión marítima civil organizada por la Coalición de la Flotilla de la Libertad (FFC) para desafiar el bloqueo naval israelí de Gaza y entregar ayuda humanitaria. Entre el 26 y el 27 de julio, las Fuerzas de Defensa de Israel capturaron el barco, lo remolcaron hasta el puerto israelí de Asdod, detuvieron a los activistas y aseguraron que serían deportados a sus respectivos países. Cathala fue uno de los tres activistas que aceptaron firmar los papeles de deportación y fue expulsada inmediatamente.